# غيلبرت ميلفيل غروسفينور
غيلبرت ميلفيل غروسفينور (بالإنجليزية: Gilbert Melville Grosvenor)‏ هو جغرافي أمريكي، ولد في 5 مايو 1931 في واشنطن العاصمة في الولايات المتحدة.

## وصلات خارجية
- غيلبرت ميلفيل غروسفينور على موقع مونزينجر (الألمانية)